# Microcoelia elliotii
Microcoelia elliotii är en orkidéart som först beskrevs av Achille Eugène Finet, och fick sitt nu gällande namn av Victor Samuel Summerhayes. Microcoelia elliotii ingår i släktet Microcoelia och familjen orkidéer.
Artens utbredningsområde är Madagaskar. Inga underarter finns listade i Catalogue of Life.